# Паршин, Пётр Иванович
Пётр Иванович Па́ршин (1899—1970) — советский государственный деятель. Лауреат Сталинской премии (1953). Генерал-полковник инженерно-технической службы (1944 год).

## Биография
Родился 4 (16 октября) 1899 года на станции Воейково (ныне станция Белинская, город Каменка, ныне Пензенская область) в семье железнодорожника.
В 1917 году окончил Пензенское железнодорожное техническое училище. С марта 1917 года работал техником службы пути на Сызрано-Вяземской железной дороге.
В 1924 годах окончил Петроградский политехнический институт и поступил на работу на завод «Госметр» в Ленинграде. На заводе прошел путь от слесаря до директора. С апреля 1927 года по август 1937 года Пётр Паршин работал директором завода «Госметр». В 1928 году вступил в ряды ВКП(б).
С августа по декабрь 1937 года был начальником Главного управления среднего машиностроения Наркомата тяжёлой промышленности СССР. В январе 1938 года был переведён на должность заместителя наркома машиностроения СССР.

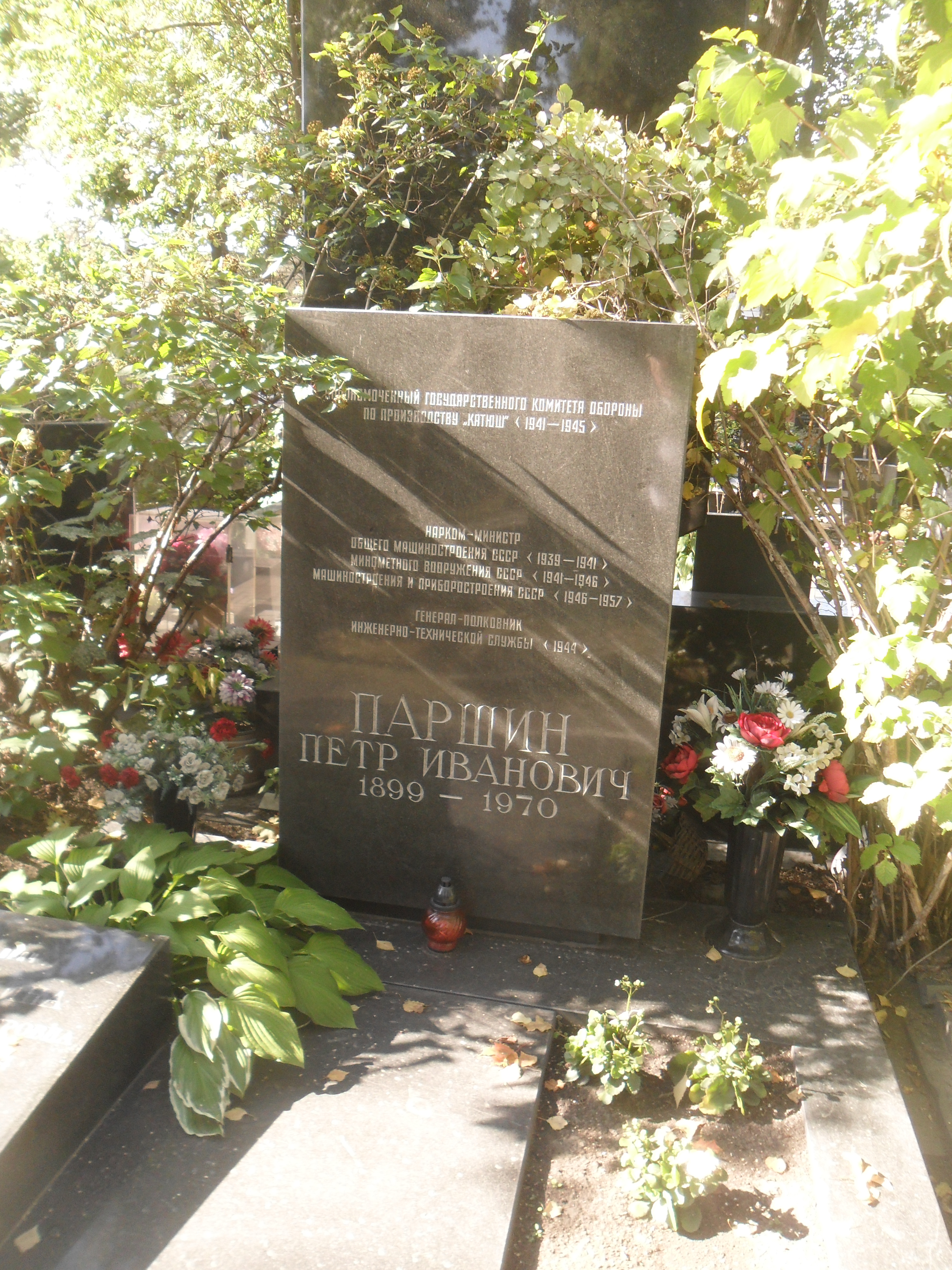
Могила П. И. Паршина на Новодевичьем кладбище Москвы.

В феврале 1939 года был назначен народным комиссаром общего машиностроения СССР. В ноябре 1941 года наркомат был преобразован в Народный комиссариат миномётного вооружения СССР. Во время Великой Отечественной войны Пётр Иванович Паршин руководил организацией производства миномётного вооружения Красной Армии, в том числе и гвардейских реактивных миномётов на предприятиях, переданных в ведение наркомата.
В феврале 1946 года Пётр Паршин возглавил Наркомат машиностроения и приборостроения СССР, а при преобразовании наркоматов в министерства — Министерство машиностроения и приборостроения СССР (ММиП). На должности министра работал (с перерывом с марта 1953 года по апрель 1954 года, когда ММиП с другими министерствами было преобразовано в министерство машиностроения, и он работал первым заместителем министра машиностроения СССР) до января 1956 года. В 1956 году ММиП было разделено с выделением вновь министерства машиностроения СССР, в котором Пётр Иванович продолжил работать в должности заместителя министра.
В 1957 году в связи с хрущёвской чисткой государственного аппарата Пётр Иванович Паршин был уволен на пенсию.
Кандидат в члены ЦК КПСС (1952—1956). Депутат ВС СССР 2 созыва (1946—1950).
Умер 11 октября 1970 года. Похоронен в Москве на Новодевичьем кладбище (участок № 7).

## Память
- В 2000 году было присвоено имя П. И. Паршина — бывшего ученика школы (распоряжение Главы Администрации г. Каменки от 28.12.2000 г. № 236). На здании школы установлена мемориальная доска[1].
- В Пензе на здании Железнодорожного училища установлена мемориальная доска в честь Петра Паршина.
- Имя П. И. Паршина носит бизнес-инкубатор в Пензе.
- Улица в Каменке носит его имя.

## Награды и премии
- пять орденов Ленина (в том числе 20.10.1949)
- орден Кутузова I степени (18.11.1944)[2];
- орден Трудового Красного Знамени;
- Сталинские премии по Постановлению СМ СССР № 3044-1304сс от 31 декабря 1953 года#За расчётные и экспериментальные работы по созданию реакторов для производства трития первой степени (1953) — за расчётные и экспериментальные работы по созданию реакторов для производства трития.